# TN de Noche
TN de Noche es un noticiero argentino emitido y producido por Todo Noticias de lunes a jueves a de 23 a 1 h. Además de ser la última emisión de los noticieros emitidos durante el día, es conducido por Darío Lopreite. También cuenta con una edición de los domingos, denominado TN de Noche - Especial Domingo, conducido por Franco Mercuriali de 20 a 22 h.

## Segmentos
El noticiero resume la información del día, desarrollando los siguientes segmentos:
- "Títulos del dia": el desarrollo de la noticia más importante, con un profundo análisis.
- "Cotizaciones": se informan los valores de las divisas nacionales e internacionales y el índice Merval.
- "El dato económico": la información económica más relevante a nivel nacional.
- "Deportes": Juan Butvilofsky nos informa todo lo que pasó en el día en referencia al deporte.
- "Espectáculo": Javier Fabracci nos cuenta toda la información del mundo de l espectáculo
- "Pronóstico del tiempo": se brinda en detalle para el Interior y luego para Capital Federal y Gran Buenos Aires de martes a sábados.

## Equipo periodístico
| Sección           | Periodista/s      |
| ----------------- | ----------------- |
| Conducción        | Darío Lopreite    |
| Deportes          | Juan Butvilofsky  |
| Espectáculos      | Javier Fabracci   |
| Clima             | José Bianco       |
| Política/Ecología | Agustina López    |
| Música            | Fernando Molinero |